# Erwin Stetter
Erwin Stetter (* 1915 in Kronach; † 9. November 1989 in Amberg) war ein deutscher Allgemeinarzt, ärztlicher Standespolitiker und Schriftsteller.

## Leben
Als Stipendiat der Stiftung Maximilianeum studierte Stetter nach Kriegsdienst mit schweren Verwundungen (inklusive Verlust des linken Beins) im Zweiten Weltkrieg in Bonn und Erlangen Medizin, Philosophie und Psychologie. 1951 wurde er in Bonn  mit Auszeichnung zum Dr. med. promoviert. Stetter war über 25 Jahre in Amberg als praktischer Arzt tätig. Ab 1958 gehörte er dem Vorstand der Bayerischen Landesärztekammer an. Neben der ärztlichen Tätigkeit war er als Autor aktiv. Er war Mitglied im Bundesverband Deutscher Schriftsteller-Ärzte.

## Publikationen
- Ein Menschenleben. Europäischer Verlag, Wien 1972.
- Das Wort als Medizin. Nach einer Lesung der Bayerischen Landesgruppe des Verbandes Deutscher Schriftstellerärzte. Bayerische Landesärztekammer, München 1982.
- Gedanken am Wege und Wege der Gedanken: 1. Band: Gedichte Kallmünz, Druckerei und Verlag Laßleben, 1987.

## Ehrungen
- Paracelsus-Medaille (1983)